# Maria Kościałkowska
Maria Anna Kościałkowska-Ballenstedt (ur. 2 lutego 1922 w Wilnie, zm. 11 sierpnia 2020 w Warszawie) – polska aktorka.

## Życiorys
Ukończyła tajne studia dramatyczne. Na scenie debiutowała 16 czerwca 1946 jako Józia w Damach i huzarach Aleksandra Fredry w reż. Stanisława Milskiego na scenie Teatru Ziemi Pomorskiej w Toruniu. W latach 1946–1947 była aktorką Teatru Śląskiego im. Stanisława Wyspiańskiego w Katowicach. Następnie występowała w teatrach krakowskich: Dramatycznych (1947–1953), Starym (1954–1960), im. Juliusza Słowackiego (1961–1964), Muzycznym (1964) i ponownie Teatrze im. Juliusza Słowackiego (do 1991). W latach 1954–1999 wykładała w PWST w Krakowie, gdzie od 1989 była profesorem.
Pochodziła z arystokratycznej rodziny, była córką polityka Mariana Zyndram-Kościałkowskiego h. Syrokomla i jego pierwszej żony Anny z Krysińskich h. Leliwa. Siostra Józefa Grudy (1916–1981), reżysera i dyrektora teatrów w Szczecinie. Jej mężem był architekt Janusz Ballenstedt (1921–2005). 

## Odznaczenia
- Krzyż Kawalerski Orderu Odrodzenia Polski (1977),
- Krzyż Zasługi z Mieczami (1966),
- Złoty Krzyż Zasługi (1956),
- Medal 40-lecia Polski Ludowej (1985),
- Medal 10-lecia Polski Ludowej (28 stycznia 1955)[6],
- Odznaka „Honoris Gratia” (2012),
- Odznaka „Zasłużony Działacz Kultury” (1966).

## Filmografia
- 1997: Opowieści weekendowe: Dusza śpiewa jako sąsiadka
- 1996: Listy (etiuda szkolna)
- 1988: Dekalog VIII jako Zofia
- 1980: Panienki jako kobieta odwiedzająca chorego
- 1976: Romans prowincjonalny jako matka Elżbiety
- 1963: Pasażerka jako strażniczka Inga Weniger